# 論寬容
《論寬容》（法语：Traité sur la tolérance）是伏爾泰著的小冊子之一。該書內容是為1762年发生在法國图卢兹的「卡拉斯事件」中的讓·卡拉斯辯護，字數不多於10萬。